# Bundestagswahlkreis Saarlouis
Der Bundestagswahlkreis Saarlouis (Wahlkreis 297) ist ein Wahlkreis in Saarland. Er umfasst die Städte Saarlouis und Dillingen/Saar sowie die Gemeinden Bous, Ensdorf, Nalbach, Rehlingen-Siersburg, Saarwellingen, Schwalbach, Überherrn, Wadgassen, Wallerfangen des Landkreises Saarlouis und den Landkreis Merzig-Wadern.

## Wahlkreisgeschichte
| Jahr      | Wahlkreisname          | Gebiet |
| --------- | ---------------------- | --- |
| 1957–1961 | 245 Saarlouis – Merzig | Landkreis Merzig-Wadern, Landkreis Saarlouis ohne die Amtsbezirke Bous/Saar, Lebach, Schmelz und Wadgassen |
| 1965–1972 | 246 Saarlouis          | - Landkreis Merzig-Wadern, - Landkreis Saarlouis ohne die amtsfreie Gemeinde Schwalbach/Saar sowie die Gemeinden Bous/Saar, Elm/Saar (= Amt Bous/Saar), Eidenborn, Falscheid, Knorscheid, Landsweiler bei Lebach, Lebach, Niedersaubach, Primsweiler (= Amt Lebach), Dorf, Gresaubach, Hüttersdorf, Limbach (Kreis Saarlouis), Schmelz (= Amt Schmelz), Differten, Hostenbach, Schaffhausen, Wadgassen, Werbeln (=Amt Wadgassen) |
| 1976–1998 | 246 Saarlouis          | Landkreis Merzig-Wadern, vom Landkreis Saarlouis die Gemeinden Dillingen/Saar, Nalbach, Rehlingen-Siersburg, Saarlouis, Saarwellingen, Überherrn und Wallerfangen |
| 2002–2017 | 297 Saarlouis          | Landkreis Merzig-Wadern, vom Landkreis Saarlouis die Gemeinden Bous, Dillingen/Saar, Ensdorf, Nalbach, Rehlingen-Siersburg, Saarlouis, Saarwellingen, Schwalbach, Überherrn, Wadgassen und Wallerfangen |

## Wahlkreisabgeordnete
| Wahl | Abgeordneter | Abgeordneter       | Partei | Stimmen in % |
| ---- | ------------ | ------------------ | ------ | ------------ |
| 1961 |              | Albert Baldauf     | CDU    | 58,2         |
| 1965 |              | Josef Schmitt      | CDU    | 54,2         |
| 1969 | 53,4         | Josef Schmitt      | CDU    |              |
| 1972 | 48,6         | Josef Schmitt      | CDU    |              |
| 1976 |              | Hans-Werner Müller | CDU    | 50,4         |
| 1980 | 47,5         | Hans-Werner Müller | CDU    |              |
| 1983 | 51,2         | Hans-Werner Müller | CDU    |              |
| 1987 | 45,6         | Hans-Werner Müller | CDU    |              |
| 1990 |              | Ottmar Schreiner   | SPD    | 50,0         |
| 1994 | 49,0         | Ottmar Schreiner   | SPD    |              |
| 1998 | 55,1         | Ottmar Schreiner   | SPD    |              |
| 2002 | 50,6         | Ottmar Schreiner   | SPD    |              |
| 2005 | 40,4         | Ottmar Schreiner   | SPD    |              |
| 2009 |              | Peter Altmaier     | CDU    | 37,5         |
| 2013 | 44,5         | Peter Altmaier     | CDU    |              |
| 2017 | 38,0         | Peter Altmaier     | CDU    |              |
| 2021 |              | Heiko Maas         | SPD    | 36,7         |
| 2025 |              | Philip Hoffmann    | CDU    | 31,8         |

## Wahlergebnisse

### Bundestagswahl 2025
| Kandidaten                                            | Kandidaten                   | Parteien/Listen     | Erststimmen | Erststimmen | Zweitstimmen | Zweitstimmen |
| Kandidaten                                            | Kandidaten                   | Parteien/Listen     | Stimmen     | %           | Stimmen      | %            |
| ----------------------------------------------------- | ---------------------------- | ------------------- | ----------- | ----------- | ------------ | ------------ |
|                                                       | David Maaß                   | SPD                 | 46.006      | 28,3        | 34.687       | 21,3         |
|                                                       | Philip Hoffmanngewählt im WK | CDU                 | 51.702      | 31,8        | 46.087       | 28,3         |
|                                                       | Gudrun Bierbrauer-Haupenthal | FDP                 | 5.260       | 3,2         | 7.259        | 4,4          |
|                                                       | Carsten Becker               | AfD                 | 35.619      | 21,9        | 35.420       | 21,7         |
|                                                       | Peter Michely                | Die Linke           | 10.902      | 6,7         | 11.036       | 6,8          |
|                                                       | –                            | Tierschutzpartei    | –           | –           | 3.333        | 2,0          |
|                                                       | Klaus Hoffmann               | FREIE WÄHLER        | 5.170       | 3,2         | 2.170        | 1,3          |
|                                                       | –                            | Volt                | –           | –           | 1.000        | 0,6          |
|                                                       | –                            | PIRATEN             | –           | –           | 469          | 0,3          |
|                                                       | –                            | MLPD                | –           | –           | 55           | 0,0          |
|                                                       | –                            | Bündnis Deutschland | –           | –           | 384          | 0,2          |
|                                                       | Volker Morbe                 | GRÜNE               | 7.726       | 4,8         | 10.185       | 6,2          |
|                                                       | –                            | BSW                 | –           | –           | 11.041       | 6,8          |
| Gesamt                                                | Gesamt                       | Gesamt              | 162.385     | 100         | 163.126      | 100          |
|                                                       |                              |                     |             |             |              |              |
| Ungültige Stimmen                                     | Ungültige Stimmen            | Ungültige Stimmen   | 2.378       | 1,4         | 1.637        | 1,0          |
| Wähler                                                | Wähler                       | Wähler              | 164.763     | 83,1        | 164.763      | 83,1         |
| Wahlberechtigte                                       | Wahlberechtigte              | Wahlberechtigte     | 198.307     |             | 198.307      |              |
|                                                       |                              |                     |             |             |              |              |
| Quellen: Die Bundeswahlleiterin, Kandidaten – Stimmen |                              |                     |             |             |              |              |

### Bundestagswahl 2021
| Kandidaten                                            | Kandidaten               | Parteien/Listen   | Erststimmen | Erststimmen | Zweitstimmen | Zweitstimmen |
| Kandidaten                                            | Kandidaten               | Parteien/Listen   | Stimmen     | %           | Stimmen      | %            |
| ----------------------------------------------------- | ------------------------ | ----------------- | ----------- | ----------- | ------------ | ------------ |
|                                                       | Peter Altmaier           | CDU               | 43.671      | 28,0        | 38.085       | 24,4         |
|                                                       | Heiko Maasgewählt im WK  | SPD               | 57.354      | 36,7        | 56.920       | 36,4         |
|                                                       | Dagmar Ensch-Engel       | DIE LINKE         | 8.405       | 5,4         | 10.512       | 6,7          |
|                                                       | Carsten Becker           | AfD               | 15.111      | 9,7         | 15.651       | 10,0         |
|                                                       | Angelika Hießerich-Peter | FDP               | 12.777      | 8,2         | 18.872       | 12,1         |
|                                                       | Sam Schröder             | Die PARTEI        | 3.853       | 2,5         | 2.736        | 1,8          |
|                                                       | Klaus Hoffmann           | FREIE WÄHLER      | 4.352       | 2,8         | 3.315        | 2,1          |
|                                                       | -                        | NPD               | –           | –           | 350          | 0,2          |
|                                                       | –                        | PIRATEN           | –           | –           | 860          | 0,6          |
|                                                       | –                        | MLPD              | –           | –           | 76           | 0,0          |
|                                                       | Marc Ensch               | dieBasis          | 2.466       | 1,6         | 2.221        | 1,4          |
|                                                       | Philipp-Noah Groß        | ÖDP               | 751         | 0,5         | 593          | 0,4          |
|                                                       | –                        | Tierschutzpartei  | –           | –           | 4.535        | 2,9          |
|                                                       | –                        | Team Todenhöfer   | –           | –           | 599          | 0,4          |
|                                                       | –                        | VOLT              | –           | –           | 954          | 0,6          |
|                                                       | Ute Lessel               | GRÜNE             | 7.383       | 4,7         | –            | –            |
| Gesamt                                                | Gesamt                   | Gesamt            | 156.123     | 100         | 156.279      | 100          |
|                                                       |                          |                   |             |             |              |              |
| Ungültige Stimmen                                     | Ungültige Stimmen        | Ungültige Stimmen | 3.047       | 1,9         | 2.891        | 1,8          |
| Wähler                                                | Wähler                   | Wähler            | 159.170     | 78,3        | 159.170      | 78,3         |
| Wahlberechtigte                                       | Wahlberechtigte          | Wahlberechtigte   | 203.279     |             | 203.279      |              |
|                                                       |                          |                   |             |             |              |              |
| Quellen: Die Bundeswahlleiterin, Kandidaten – Stimmen |                          |                   |             |             |              |              |

Der direkt gewählte Abgeordnete Heiko Maas legte zum 31. Dezember 2022 sein Bundestagsmandat nieder, um Partner in einer Wirtschaftskanzlei zu werden. Für den frei gewordenen Platz im Deutschen Bundestag rückte Emily Vontz über die Landesliste nach.

### Bundestagswahl 2017
| Kandidaten                                            | Kandidaten                  | Parteien/Listen   | Erststimmen | Erststimmen | Zweitstimmen | Zweitstimmen |
| Kandidaten                                            | Kandidaten                  | Parteien/Listen   | Stimmen     | %           | Stimmen      | %            |
| ----------------------------------------------------- | --------------------------- | ----------------- | ----------- | ----------- | ------------ | ------------ |
|                                                       | Peter Altmaiergewählt im WK | CDU               | 60.102      | 38,0        | 52.981       | 33,6         |
|                                                       | Heiko Maas                  | SPD               | 50.672      | 32,1        | 42.476       | 27,0         |
|                                                       | Marilyn Heib                | DIE LINKE         | 17.142      | 10,8        | 20.320       | 12,9         |
|                                                       | Markus Tressel              | GRÜNE             | 5.532       | 3,5         | 8.598        | 5,5          |
|                                                       | Irene Lienshöft             | AfD               | 14.224      | 9,0         | 15.506       | 9,8          |
|                                                       | Kirsten Cortez de Lobao     | FDP               | 6.069       | 3,8         | 12.059       | 7,7          |
|                                                       | Lea Magdalena Laux          | PIRATEN           | 939         | 0,6         | 799          | 0,5          |
|                                                       | –                           | NPD               | –           | –           | 748          | 0,5          |
|                                                       | Uwe Andreas Kammer          | FREIE WÄHLER      | 1.352       | 0,9         | 1.243        | 0,8          |
|                                                       | –                           | MLPD              | –           | –           | 80           | 0,1          |
|                                                       | –                           | BGE               | –           | –           | 197          | 0,1          |
|                                                       | –                           | DM                | –           | –           | 185          | 0,1          |
|                                                       | Michael Bienek              | PDV               | 242         | 0,2         | 201          | 0,1          |
|                                                       | Michael Kiefer              | Die PARTEI        | 1.741       | 1,1         | 1.751        | 1,1          |
|                                                       | –                           | V-Partei³         | –           | –           | 461          | 0,3          |
| Gesamt                                                | Gesamt                      | Gesamt            | 158.015     | 100         | 157.605      | 100          |
|                                                       |                             |                   |             |             |              |              |
| Ungültige Stimmen                                     | Ungültige Stimmen           | Ungültige Stimmen | 2.415       | 1,5         | 2.825        | 1,8          |
| Wähler                                                | Wähler                      | Wähler            | 160.430     | 77,3        | 160.430      | 77,3         |
| Wahlberechtigte                                       | Wahlberechtigte             | Wahlberechtigte   | 207.501     |             | 207.501      |              |
|                                                       |                             |                   |             |             |              |              |
| Quellen: Die Bundeswahlleiterin, Kandidaten – Stimmen |                             |                   |             |             |              |              |

### Bundestagswahl 2013
| Kandidaten                                            | Kandidaten                  | Parteien/Listen   | Erststimmen | Erststimmen | Zweitstimmen | Zweitstimmen |
| Kandidaten                                            | Kandidaten                  | Parteien/Listen   | Stimmen     | %           | Stimmen      | %            |
| ----------------------------------------------------- | --------------------------- | ----------------- | ----------- | ----------- | ------------ | ------------ |
|                                                       | Peter Altmaiergewählt im WK | CDU               | 66.694      | 44,5        | 60.052       | 40,1         |
|                                                       | Reinhold Jost               | SPD               | 52.303      | 34,9        | 46.037       | 30,7         |
|                                                       | Wolfgang Schumacher         | DIE LINKE         | 10.936      | 7,3         | 13.458       | 9,0          |
|                                                       | Wolfgang Krichel            | FDP               | 1.872       | 1,2         | 5.480        | 3,7          |
|                                                       | Markus Tressel              | GRÜNE             | 5.577       | 3,7         | 7.873        | 5,3          |
|                                                       | –                           | FAMILIE           | –           | –           | 1.653        | 1,1          |
|                                                       | Michael Klein               | PIRATEN           | 3.652       | 2,4         | 3.739        | 2,5          |
|                                                       | Frank Franz                 | NPD               | 2.475       | 1,7         | 2.610        | 1,7          |
|                                                       | –                           | MLPD              | –           | –           | 71           | 0,0          |
|                                                       | Heinrich Martin Adams       | AfD               | 6.418       | 4,3         | 7.645        | 5,1          |
|                                                       | –                           | pro Deutschland   | –           | –           | 237          | 0,2          |
|                                                       | –                           | FREIE WÄHLER      | –           | –           | 1.075        | 0,7          |
| Gesamt                                                | Gesamt                      | Gesamt            | 149.927     | 100         | 149.930      | 100          |
|                                                       |                             |                   |             |             |              |              |
| Ungültige Stimmen                                     | Ungültige Stimmen           | Ungültige Stimmen | 4.360       | 2,8         | 4.357        | 2,8          |
| Wähler                                                | Wähler                      | Wähler            | 154.287     | 72,9        | 154.287      | 72,9         |
| Wahlberechtigte                                       | Wahlberechtigte             | Wahlberechtigte   | 211.529     |             | 211.529      |              |
|                                                       |                             |                   |             |             |              |              |
| Quellen: Die Bundeswahlleiterin, Kandidaten – Stimmen |                             |                   |             |             |              |              |

### Bundestagswahl 2009
| Kandidaten                                          | Kandidaten                  | Parteien/Listen   | Erststimmen | Erststimmen | Zweitstimmen | Zweitstimmen |
| Kandidaten                                          | Kandidaten                  | Parteien/Listen   | Stimmen     | %           | Stimmen      | %            |
| --------------------------------------------------- | --------------------------- | ----------------- | ----------- | ----------- | ------------ | ------------ |
|                                                     | Ottmar Schreiner            | SPD               | 51.193      | 32,9        | 37.749       | 24,2         |
|                                                     | Peter Altmaiergewählt im WK | CDU               | 58.297      | 37,5        | 50.566       | 32,4         |
|                                                     | Alfred Pfannebecker         | DIE LINKE         | 24.244      | 15,6        | 31.057       | 19,9         |
|                                                     | Sebastian Greiber           | FDP               | 11.516      | 7,4         | 19.643       | 12,6         |
|                                                     | Claudia Beck                | GRÜNE             | 8.342       | 5,4         | 10.194       | 6,5          |
|                                                     | –                           | FAMILIE           | –           | –           | 2.013        | 1,3          |
|                                                     | Aloys Lehmler               | NPD               | 2.025       | 1,3         | 1.874        | 1,2          |
|                                                     | –                           | MLPD              | –           | –           | 48           | 0,0          |
|                                                     | –                           | PIRATEN           | –           | –           | 2.188        | 1,4          |
|                                                     | –                           | RRP               | –           | –           | 861          | 0,6          |
| Gesamt                                              | Gesamt                      | Gesamt            | 155.617     | 100         | 156.193      | 100          |
|                                                     |                             |                   |             |             |              |              |
| Ungültige Stimmen                                   | Ungültige Stimmen           | Ungültige Stimmen | 4.022       | 2,5         | 3.446        | 2,2          |
| Wähler                                              | Wähler                      | Wähler            | 159.639     | 74,3        | 159.639      | 74,3         |
| Wahlberechtigte                                     | Wahlberechtigte             | Wahlberechtigte   | 214.924     |             | 214.924      |              |
|                                                     |                             |                   |             |             |              |              |
| Quellen: Der Bundeswahlleiter, Kandidaten – Stimmen |                             |                   |             |             |              |              |

### Bundestagswahl 2005
| Kandidaten                                                                                                | Kandidaten                    | Parteien/Listen   | Erststimmen | Erststimmen | Zweitstimmen | Zweitstimmen |
| Kandidaten                                                                                                | Kandidaten                    | Parteien/Listen   | Stimmen     | %           | Stimmen      | %            |
| --- | ----------------------------- | ----------------- | ----------- | ----------- | ------------ | ------------ |
| | Ottmar Schreinergewählt im WK | SPD               | 67.981      | 40,4        | 55.839       | 33,1         |
| | Peter Altmaier                | CDU               | 60.495      | 35,9        | 53.774       | 31,9         |
| | Klaus Borger                  | GRÜNE             | 4.915       | 2,9         | 9.014        | 5,4          |
| | Christian Holbach             | FDP               | 5.867       | 3,5         | 12.789       | 7,6          |
| | Norbert Mannschatz            | Die Linke.        | 22.956      | 13,6        | 30.142       | 17,9         |
| | Franz-Rudolf Herrmann         | FAMILIE           | 3.321       | 2,0         | 2.874        | 1,7          |
| | Markus Mang                   | NPD               | 2.802       | 1,7         | 2.872        | 1,7          |
| | –                             | GRAUE             | –           | –           | 995          | 0,6          |
| | –                             | MLPD              | –           | –           | 183          | 0,1          |
| Gesamt | Gesamt                        | Gesamt            | 168.337     | 100         | 168.482      | 100          |
| |                               |                   |             |             |              |              |
| Ungültige Stimmen                                                                                         | Ungültige Stimmen             | Ungültige Stimmen | 4.695       | 2,7         | 4.550        | 2,6          |
| Wähler | Wähler                        | Wähler            | 173.032     | 79,9        | 173.032      | 79,9         |
| Wahlberechtigte                                                                                           | Wahlberechtigte               | Wahlberechtigte   | 216.527     |             | 216.527      |              |
| |                               |                   |             |             |              |              |
| Quellen: Der Bundeswahlleiter, Kandidaten – Stimmen Amtsblatt des Saarlandes Nr. 43, 13/10/2005 (S. 1607) |                               |                   |             |             |              |              |

### Bundestagswahl 2002
| Kandidaten                                                                                                | Kandidaten                    | Parteien/Listen   | Erststimmen | Erststimmen | Zweitstimmen | Zweitstimmen |
| Kandidaten                                                                                                | Kandidaten                    | Parteien/Listen   | Stimmen     | %           | Stimmen      | %            |
| --- | ----------------------------- | ----------------- | ----------- | ----------- | ------------ | ------------ |
| | Ottmar Schreinergewählt im WK | SPD               | 85.894      | 50,6        | 77.348       | 45,5         |
| | Peter Altmaier                | CDU               | 66.553      | 39,2        | 61.951       | 36,5         |
| | Dieter Hoffmann               | GRÜNE             | 5.854       | 3,4         | 11.788       | 6,9          |
| | Hartmut Müller                | FDP               | 7.640       | 4,5         | 11.296       | 6,6          |
| | –                             | REP               | –           | –           | 655          | 0,4          |
| | Udo Reden-Buschbacher         | PDS               | 1.884       | 1,1         | 2.038        | 1,2          |
| | –                             | FAMILIE           | –           | –           | 1.319        | 0,8          |
| | –                             | GRAUE             | –           | –           | 773          | 0,5          |
| | Markus Mang                   | NPD               | 1.941       | 1,1         | 1.146        | 0,7          |
| | –                             | Schill            | –           | –           | 1.605        | 0,9          |
| Gesamt | Gesamt                        | Gesamt            | 169.766     | 100         | 169.919      | 100          |
| |                               |                   |             |             |              |              |
| Ungültige Stimmen                                                                                         | Ungültige Stimmen             | Ungültige Stimmen | 4.105       | 2,4         | 3.952        | 2,3          |
| Wähler | Wähler                        | Wähler            | 173.871     | 80,6        | 173.871      | 80,6         |
| Wahlberechtigte                                                                                           | Wahlberechtigte               | Wahlberechtigte   | 215.792     |             | 215.792      |              |
| |                               |                   |             |             |              |              |
| Quellen: Der Bundeswahlleiter, Kandidaten – Stimmen Amtsblatt des Saarlandes Nr. 48, 17/10/2002 (S. 2000) |                               |                   |             |             |              |              |

### Bundestagswahl 1998
| Kandidaten                                                                                                | Kandidaten                    | Parteien/Listen     | Erststimmen | Erststimmen | Zweitstimmen | Zweitstimmen |
| Kandidaten                                                                                                | Kandidaten                    | Parteien/Listen     | Stimmen     | %           | Stimmen      | %            |
| --- | ----------------------------- | ------------------- | ----------- | ----------- | ------------ | ------------ |
| | Ottmar Schreinergewählt im WK | SPD                 | 80.089      | 55,1        | 75.268       | 51,6         |
| | Peter Altmaier                | CDU                 | 54.345      | 37,4        | 49.611       | 34,0         |
| | Klaus Damde                   | GRÜNE               | 4.783       | 3,3         | 6.971        | 4,8          |
| | Hartmut Müller                | F.D.P.              | 2.734       | 1,9         | 6.652        | 4,6          |
| | –                             | PDS                 | –           | –           | 1.218        | 0,8          |
| | –                             | APPD                | –           | –           | 221          | 0,2          |
| | –                             | BFB – Die Offensive | –           | –           | 176          | 0,1          |
| | Klaus Kronauer                | CM                  | 541         | 0,4         | 374          | 0,3          |
| | –                             | DVU                 | –           | –           | 1.382        | 0,9          |
| | Petra Fisch                   | GRAUE               | 1.266       | 0,9         | 728          | 0,5          |
| | –                             | REP                 | –           | –           | 1.134        | 0,8          |
| | –                             | FAMILIE             | –           | –           | 508          | 0,3          |
| | –                             | DIE FRAUEN          | –           | –           | 100          | 0,1          |
| | –                             | Pro DM              | –           | –           | 745          | 0,5          |
| | Michael Bausch                | NPD                 | 1.663       | 1,1         | 714          | 0,5          |
| | –                             | ödp                 | –           | –           | 159          | 0,1          |
| Gesamt | Gesamt                        | Gesamt              | 145.421     | 100         | 145.961      | 100          |
| |                               |                     |             |             |              |              |
| Ungültige Stimmen                                                                                         | Ungültige Stimmen             | Ungültige Stimmen   | 3.154       | 2,1         | 2.614        | 1,8          |
| Wähler | Wähler                        | Wähler              | 148.575     | 84,9        | 148.575      | 84,9         |
| Wahlberechtigte                                                                                           | Wahlberechtigte               | Wahlberechtigte     | 175.025     |             | 175.025      |              |
| |                               |                     |             |             |              |              |
| Quellen: Der Bundeswahlleiter, Kandidaten – Stimmen Amtsblatt des Saarlandes Nr. 47, 12/11/1998 (S. 1009) |                               |                     |             |             |              |              |

### Bundestagswahl 1994
| Kandidaten                                                     | Kandidaten                    | Parteien/Listen   | Erststimmen | Erststimmen | Zweitstimmen | Zweitstimmen |
| Kandidaten                                                     | Kandidaten                    | Parteien/Listen   | Stimmen     | %           | Stimmen      | %            |
| -------------------------------------------------------------- | ----------------------------- | ----------------- | ----------- | ----------- | ------------ | ------------ |
|                                                                | Ottmar Schreinergewählt im WK | SPD               | 68.428      | 49,0        | 66.886       | 47,4         |
|                                                                | Peter Altmaier                | CDU               | 57.210      | 40,9        | 55.757       | 39,5         |
|                                                                | Udo Konstroffer               | F.D.P.            | 2.896       | 2,1         | 5.968        | 4,2          |
|                                                                | Gabriel Mahren                | GRÜNE             | 7.007       | 5,0         | 7.619        | 5,4          |
|                                                                | Aloys Lehmler                 | REP               | 2.082       | 1,5         | 2.128        | 1,5          |
|                                                                | –                             | PDS               | –           | –           | 758          | 0,5          |
|                                                                | Friedrich Schreiner           | GRAUE             | 1.007       | 0,7         | 834          | 0,6          |
|                                                                | Stefan Amorosi                | NATURGESETZ       | 604         | 0,4         | 474          | 0,3          |
|                                                                | –                             | MLPD              | –           | –           | 30           | 0,0          |
|                                                                | –                             | ÖDP               | –           | –           | 281          | 0,2          |
|                                                                | –                             | STATT Partei      | –           | –           | 431          | 0,3          |
|                                                                | Olivier Mailänder             | APD               | 532         | 0,4         | –            | –            |
| Gesamt                                                         | Gesamt                        | Gesamt            | 139.766     | 100         | 141.166      | 100          |
|                                                                |                               |                   |             |             |              |              |
| Ungültige Stimmen                                              | Ungültige Stimmen             | Ungültige Stimmen | 6.977       | 4,8         | 5.577        | 3,8          |
| Wähler                                                         | Wähler                        | Wähler            | 146.743     | 84,0        | 146.743      | 84,0         |
| Wahlberechtigte                                                | Wahlberechtigte               | Wahlberechtigte   | 174.779     |             | 174.779      |              |
|                                                                |                               |                   |             |             |              |              |
| Quellen: Amtsblatt des Saarlandes Nr. 57, 10/11/1994 (S. 1518) |                               |                   |             |             |              |              |

### Bundestagswahl 1990
| Kandidaten                                                  | Kandidaten                    | Parteien/Listen   | Erststimmen | Erststimmen | Zweitstimmen | Zweitstimmen |
| Kandidaten                                                  | Kandidaten                    | Parteien/Listen   | Stimmen     | %           | Stimmen      | %            |
| ----------------------------------------------------------- | ----------------------------- | ----------------- | ----------- | ----------- | ------------ | ------------ |
|                                                             | Ottmar Schreinergewählt im WK | SPD               | 73.318      | 50,0        | 73.233       | 49,7         |
|                                                             | Hans-Werner Müller            | CDU               | 60.025      | 40,9        | 59.259       | 40,2         |
|                                                             | Hubert Ulrich                 | GRÜNE             | 3.904       | 2,7         | 3.009        | 2,0          |
|                                                             | Horst Günther Klitzing        | F.D.P.            | 6.310       | 4,3         | 8.199        | 5,6          |
|                                                             | –                             | CM                | –           | –           | 324          | 0,2          |
|                                                             | Dieter Arweiler               | DIE GRAUEN        | 1.560       | 1,1         | 1.102        | 0,7          |
|                                                             | –                             | REP               | –           | –           | 1.289        | 0,9          |
|                                                             | Jürgen Wirtz                  | NPD               | 915         | 0,6         | 404          | 0,3          |
|                                                             | Udo Ohlmann                   | ÖDP               | 718         | 0,5         | 391          | 0,3          |
|                                                             | –                             | PDS               | –           | –           | 152          | 0,1          |
| Gesamt                                                      | Gesamt                        | Gesamt            | 146.750     | 100         | 147.362      | 100          |
|                                                             |                               |                   |             |             |              |              |
| Ungültige Stimmen                                           | Ungültige Stimmen             | Ungültige Stimmen | 3.078       | 2,1         | 2.466        | 1,6          |
| Wähler                                                      | Wähler                        | Wähler            | 149.828     | 85,9        | 149.828      | 85,9         |
| Wahlberechtigte                                             | Wahlberechtigte               | Wahlberechtigte   | 174.480     |             | 174.480      |              |
|                                                             |                               |                   |             |             |              |              |
| Quellen: Amtsblatt des Saarlandes Nr. 3, 17/01/1991 (S. 44) |                               |                   |             |             |              |              |

### Bundestagswahl 1987
| Kandidaten                                                    | Kandidaten                      | Parteien/Listen        | Erststimmen | Erststimmen | Zweitstimmen | Zweitstimmen |
| Kandidaten                                                    | Kandidaten                      | Parteien/Listen        | Stimmen     | %           | Stimmen      | %            |
| ------------------------------------------------------------- | ------------------------------- | ---------------------- | ----------- | ----------- | ------------ | ------------ |
|                                                               | Hans-Werner Müllergewählt im WK | CDU                    | 68.080      | 45,6        | 64.925       | 43,4         |
|                                                               | Ottmar Schreiner                | SPD                    | 65.452      | 43,8        | 62.190       | 41,6         |
|                                                               | Ingrid Lang                     | F.D.P.                 | 5.413       | 3,6         | 9.966        | 6,7          |
|                                                               | Joachim Klaus Josef Selzer      | GRÜNE                  | 7.593       | 5,1         | 10.292       | 6,9          |
|                                                               | –                               | MLPD                   | –           | –           | 70           | 0,0          |
|                                                               | Ruth Becker                     | NPD                    | 1.186       | 0,8         | 1.166        | 0,8          |
|                                                               | Dieter Ulrich                   | ÖDP                    | 922         | 0,6         | 832          | 0,6          |
|                                                               | Meinhard Zielke                 | Patrioten              | 129         | 0,1         | 174          | 0,1          |
|                                                               | Marie-Elisabeth Seibel          | ZENTRUM                | 184         | 0,1         | –            | –            |
|                                                               | Raja Bernard                    | FRIEDEN (Wählergruppe) | 485         | 0,3         | –            | –            |
| Gesamt                                                        | Gesamt                          | Gesamt                 | 149.444     | 100         | 149.615      | 100          |
|                                                               |                                 |                        |             |             |              |              |
| Ungültige Stimmen                                             | Ungültige Stimmen               | Ungültige Stimmen      | 3.202       | 2,1         | 3.031        | 2,0          |
| Wähler                                                        | Wähler                          | Wähler                 | 152.646     | 88,3        | 152.646      | 88,3         |
| Wahlberechtigte                                               | Wahlberechtigte                 | Wahlberechtigte        | 172.959     |             | 172.959      |              |
|                                                               |                                 |                        |             |             |              |              |
| Quellen: Amtsblatt des Saarlandes Nr. 10, 12/03/1987 (S. 205) |                                 |                        |             |             |              |              |

### Bundestagswahl 1983
| Kandidaten                                                    | Kandidaten                      | Parteien/Listen   | Erststimmen | Erststimmen | Zweitstimmen | Zweitstimmen |
| Kandidaten                                                    | Kandidaten                      | Parteien/Listen   | Stimmen     | %           | Stimmen      | %            |
| ------------------------------------------------------------- | ------------------------------- | ----------------- | ----------- | ----------- | ------------ | ------------ |
|                                                               | Ottmar Schreiner                | SPD               | 66.309      | 43,3        | 62.453       | 40,8         |
|                                                               | Hans-Werner Müllergewählt im WK | CDU               | 78.255      | 51,2        | 73.936       | 48,3         |
|                                                               | Axel Künkeler                   | F.D.P.            | 3.515       | 2,3         | 9.018        | 5,9          |
|                                                               | Manfred Schneider               | DKP               | 444         | 0,3         | 359          | 0,2          |
|                                                               | Henry Selzer                    | GRÜNE             | 4.441       | 2,9         | 6.953        | 4,5          |
|                                                               | –                               | EAP               | –           | –           | 138          | 0,1          |
|                                                               | –                               | NPD               | –           | –           | 295          | 0,2          |
| Gesamt                                                        | Gesamt                          | Gesamt            | 152.964     | 100         | 153.152      | 100          |
|                                                               |                                 |                   |             |             |              |              |
| Ungültige Stimmen                                             | Ungültige Stimmen               | Ungültige Stimmen | 2.235       | 1,4         | 2.047        | 1,3          |
| Wähler                                                        | Wähler                          | Wähler            | 155.199     | 91,4        | 155.199      | 91,4         |
| Wahlberechtigte                                               | Wahlberechtigte                 | Wahlberechtigte   | 169.869     |             | 169.869      |              |
|                                                               |                                 |                   |             |             |              |              |
| Quellen: Amtsblatt des Saarlandes Nr. 14, 28/04/1983 (S. 241) |                                 |                   |             |             |              |              |

### Bundestagswahl 1980
| Kandidaten                                                    | Kandidaten                      | Parteien/Listen   | Erststimmen | Erststimmen | Zweitstimmen | Zweitstimmen |
| Kandidaten                                                    | Kandidaten                      | Parteien/Listen   | Stimmen     | %           | Stimmen      | %            |
| ------------------------------------------------------------- | ------------------------------- | ----------------- | ----------- | ----------- | ------------ | ------------ |
|                                                               | Hans-Werner Müllergewählt im WK | CDU               | 70.598      | 47,5        | 68.537       | 45,8         |
|                                                               | –                               | SPD               | 69.535      | 46,8        | 67.935       | 45,4         |
|                                                               | –                               | F.D.P.            | 7.955       | 5,4         | 10.901       | 7,3          |
|                                                               | –                               | DKP               | 539         | 0,4         | 283          | 0,2          |
|                                                               | –                               | Grüne             | –           | –           | 1.731        | 1,2          |
|                                                               | –                               | EAP               | –           | –           | 61           | 0,0          |
|                                                               | –                               | NPD               | –           | –           | 212          | 0,1          |
|                                                               | –                               | Volksfront        | –           | –           | 46           | 0,0          |
| Gesamt                                                        | Gesamt                          | Gesamt            | 148.627     | 100         | 149.706      | 100          |
|                                                               |                                 |                   |             |             |              |              |
| Ungültige Stimmen                                             | Ungültige Stimmen               | Ungültige Stimmen | 3.263       | 2,1         | 2.184        | 1,4          |
| Wähler                                                        | Wähler                          | Wähler            | 151.890     | 91,3        | 151.890      | 91,3         |
| Wahlberechtigte                                               | Wahlberechtigte                 | Wahlberechtigte   | 166.299     |             | 166.299      |              |
|                                                               |                                 |                   |             |             |              |              |
| Quellen: Amtsblatt des Saarlandes Nr. 38, 12/11/1980 (S. 985) |                                 |                   |             |             |              |              |

### Bundestagswahl 1976
| Kandidaten                                                     | Kandidaten                      | Parteien/Listen   | Erststimmen | Erststimmen | Zweitstimmen | Zweitstimmen |
| Kandidaten                                                     | Kandidaten                      | Parteien/Listen   | Stimmen     | %           | Stimmen      | %            |
| -------------------------------------------------------------- | ------------------------------- | ----------------- | ----------- | ----------- | ------------ | ------------ |
|                                                                | –                               | SPD               | 63.953      | 43,6        | 63.543       | 42,9         |
|                                                                | Hans-Werner Müllergewählt im WK | CDU               | 73.989      | 50,4        | 74.262       | 50,2         |
|                                                                | –                               | F.D.P.            | 7.311       | 5,0         | 8.843        | 6,0          |
|                                                                | –                               | AUD               | 221         | 0,2         | 144          | 0,1          |
|                                                                | –                               | AVP               | –           | –           | 36           | 0,0          |
|                                                                | –                               | DKP               | 694         | 0,5         | 609          | 0,4          |
|                                                                | –                               | NPD               | 649         | 0,4         | 582          | 0,4          |
| Gesamt                                                         | Gesamt                          | Gesamt            | 146.817     | 100         | 148.019      | 100          |
|                                                                |                                 |                   |             |             |              |              |
| Ungültige Stimmen                                              | Ungültige Stimmen               | Ungültige Stimmen | 2.670       | 1,8         | 1.468        | 1,0          |
| Wähler                                                         | Wähler                          | Wähler            | 149.487     | 93,6        | 149.487      | 93,6         |
| Wahlberechtigte                                                | Wahlberechtigte                 | Wahlberechtigte   | 159.730     |             | 159.730      |              |
|                                                                |                                 |                   |             |             |              |              |
| Quellen: Amtsblatt des Saarlandes Nr. 49, 19/11/1976 (S. 1039) |                                 |                   |             |             |              |              |

### Bundestagswahl 1972
| Kandidaten                                                    | Kandidaten                 | Parteien/Listen   | Erststimmen | Erststimmen | Zweitstimmen | Zweitstimmen |
| Kandidaten                                                    | Kandidaten                 | Parteien/Listen   | Stimmen     | %           | Stimmen      | %            |
| ------------------------------------------------------------- | -------------------------- | ----------------- | ----------- | ----------- | ------------ | ------------ |
|                                                               | Josef Schmittgewählt im WK | CDU               | 72.065      | 48,6        | 72.125       | 48,1         |
|                                                               | Alwin Kulawig              | SPD               | 68.606      | 46,3        | 67.381       | 44,9         |
|                                                               | Jost Reiner                | F.D.P.            | 5.595       | 3,8         | 8.495        | 5,7          |
|                                                               | Alois Engel                | DKP               | 948         | 0,6         | 746          | 0,5          |
|                                                               | –                          | EFP               | –           | –           | 121          | 0,1          |
|                                                               | Artur Rose                 | NPD               | 979         | 0,7         | 1.074        | 0,7          |
| Gesamt                                                        | Gesamt                     | Gesamt            | 148.193     | 100         | 149.942      | 100          |
|                                                               |                            |                   |             |             |              |              |
| Ungültige Stimmen                                             | Ungültige Stimmen          | Ungültige Stimmen | 4.084       | 2,7         | 2.335        | 1,5          |
| Wähler                                                        | Wähler                     | Wähler            | 152.277     | 93,3        | 152.277      | 93,3         |
| Wahlberechtigte                                               | Wahlberechtigte            | Wahlberechtigte   | 163.155     |             | 163.155      |              |
|                                                               |                            |                   |             |             |              |              |
| Quellen: Amtsblatt des Saarlandes Nr. 41, 20/12/1972 (S. 684) |                            |                   |             |             |              |              |

### Bundestagswahl 1969
| Kandidaten                                                    | Kandidaten                 | Parteien/Listen   | Erststimmen | Erststimmen | Zweitstimmen | Zweitstimmen |
| Kandidaten                                                    | Kandidaten                 | Parteien/Listen   | Stimmen     | %           | Stimmen      | %            |
| ------------------------------------------------------------- | -------------------------- | ----------------- | ----------- | ----------- | ------------ | ------------ |
|                                                               | Josef Schmittgewählt im WK | CDU               | 68.231      | 53,4        | 66.968       | 52,2         |
|                                                               | Alwin Kulawig              | SPD               | 47.216      | 36,9        | 46.710       | 36,4         |
|                                                               | Helger Werner              | FDP               | 5.935       | 4,6         | 6.863        | 5,4          |
|                                                               | Michel Hill                | ADF               | 1.144       | 0,9         | 1.031        | 0,8          |
|                                                               | –                          | Zentrum           | –           | –           | 278          | 0,2          |
|                                                               | –                          | EP                | –           | –           | 300          | 0,2          |
|                                                               | Oskar Barth                | NPD               | 5.322       | 4,2         | 6.109        | 4,8          |
| Gesamt                                                        | Gesamt                     | Gesamt            | 127.848     | 100         | 128.259      | 100          |
|                                                               |                            |                   |             |             |              |              |
| Ungültige Stimmen                                             | Ungültige Stimmen          | Ungültige Stimmen | 5.494       | 4,1         | 5.083        | 3,8          |
| Wähler                                                        | Wähler                     | Wähler            | 133.342     | 90,7        | 133.342      | 90,7         |
| Wahlberechtigte                                               | Wahlberechtigte            | Wahlberechtigte   | 146.980     |             | 146.980      |              |
|                                                               |                            |                   |             |             |              |              |
| Quellen: Amtsblatt des Saarlandes Nr. 35, 21/10/1969 (S. 643) |                            |                   |             |             |              |              |

### Bundestagswahl 1965
| Kandidaten                                                     | Kandidaten                 | Parteien/Listen   | Erststimmen | Erststimmen | Zweitstimmen | Zweitstimmen |
| Kandidaten                                                     | Kandidaten                 | Parteien/Listen   | Stimmen     | %           | Stimmen      | %            |
| -------------------------------------------------------------- | -------------------------- | ----------------- | ----------- | ----------- | ------------ | ------------ |
|                                                                | Josef Schmittgewählt im WK | CDU               | 68.097      | 54,2        | 66.724       | 52,7         |
|                                                                | Alwin Kulawig              | SPD               | 45.452      | 36,1        | 45.765       | 36,1         |
|                                                                | Baptist Johannes           | FDP               | 6.577       | 5,2         | 8.317        | 6,6          |
|                                                                | Albert Martin              | AUD               | 184         | 0,1         | 153          | 0,1          |
|                                                                | Leo Zarth                  | CVP               | 2.766       | 2,2         | 2.887        | 2,3          |
|                                                                | Otto Weber                 | DFU               | 1.126       | 0,9         | 1.178        | 0,9          |
|                                                                | Hans Walter                | NPD               | 1.530       | 1,2         | 1.650        | 1,3          |
| Gesamt                                                         | Gesamt                     | Gesamt            | 125.732     | 100         | 126.674      | 100          |
|                                                                |                            |                   |             |             |              |              |
| Ungültige Stimmen                                              | Ungültige Stimmen          | Ungültige Stimmen | 7.129       | 5,4         | 6.187        | 4,7          |
| Wähler                                                         | Wähler                     | Wähler            | 132.861     | 90,8        | 132.861      | 90,8         |
| Wahlberechtigte                                                | Wahlberechtigte            | Wahlberechtigte   | 146.262     |             | 146.262      |              |
|                                                                |                            |                   |             |             |              |              |
| Quellen: Amtsblatt des Saarlandes Nr. 102, 15/10/1965 (S. 834) |                            |                   |             |             |              |              |

### Bundestagswahl 1961
| Kandidaten                                                    | Kandidaten                  | Parteien/Listen   | Erststimmen | Erststimmen | Zweitstimmen | Zweitstimmen |
| Kandidaten                                                    | Kandidaten                  | Parteien/Listen   | Stimmen     | %           | Stimmen      | %            |
| ------------------------------------------------------------- | --------------------------- | ----------------- | ----------- | ----------- | ------------ | ------------ |
|                                                               | Albert Baldaufgewählt im WK | CDU               | 68.322      | 58,2        | 67.138       | 58,0         |
|                                                               | Alwin Kulawig               | SPD               | 34.185      | 29,1        | 33.630       | 29,0         |
|                                                               | Peter Engel                 | FDP               | 10.722      | 9,1         | 10.746       | 9,3          |
|                                                               | –                           | GDP (DP-BHE)      | –           | –           | 219          | 0,2          |
|                                                               | Otto Weber                  | DFU               | 2.937       | 2,5         | 2.885        | 2,5          |
|                                                               | Peter Seiwert               | DG                | 300         | 0,3         | 290          | 0,3          |
|                                                               | Gregor Nalbach              | DRP               | 869         | 0,7         | 913          | 0,8          |
| Gesamt                                                        | Gesamt                      | Gesamt            | 117.335     | 100         | 115.821      | 100          |
|                                                               |                             |                   |             |             |              |              |
| Ungültige Stimmen                                             | Ungültige Stimmen           | Ungültige Stimmen | 9.155       | 7,2         | 10.669       | 8,4          |
| Wähler                                                        | Wähler                      | Wähler            | 126.490     | 89,3        | 126.490      | 89,3         |
| Wahlberechtigte                                               | Wahlberechtigte             | Wahlberechtigte   | 141.629     |             | 141.629      |              |
|                                                               |                             |                   |             |             |              |              |
| Quellen: Amtsblatt des Saarlandes Nr. 64, 09/10/1961 (S. 564) |                             |                   |             |             |              |              |